# Yerres (gemeente)
Yerres is een gemeente in het Franse departement Essonne (regio Île-de-France) en telt 27.455 inwoners (1999). De plaats maakt deel uit van het arrondissement Évry.

## Geografie
De oppervlakte van Yerres bedraagt 9,8 km², de bevolkingsdichtheid is 2801,5 inwoners per km².
De onderstaande kaart toont de ligging van Yerres (gemeente) met de belangrijkste infrastructuur en aangrenzende gemeenten.

## Demografie
Onderstaande figuur toont het verloop van het inwonertal (bron: INSEE-tellingen).